# ملعب كولومبوس كرو
ملعب كولومبوس كرو هو ملعب كرة قدم يقع في مدينة كولومبوس الأمريكية . يسع الملعب لجلوس 20,455 متفرج . يعتبر الملعب الرسمي الذي يخوض فيه نادي كولومبوس كرو مبارياته . تم افتتاح الملعب في 15 مايو 1999 .